# Isole Florida
Le Isole Florida, note anche come Gela o Isole Nggela, costituiscono un arcipelago della Provincia Centrale delle Isole Salomone, nell'Oceano Pacifico sudorientale.
Tra le più importanti figurano l'isola di Nggela Sule, di Tulagi, di Gavutu e di Tanambogo. Con Florida Island ci si riferisce spesso all'isola più grande del gruppo, Nggela Sule.